# Badminton na Igrzyskach Azjatyckich 2010
Badminton na Igrzyskach Azjatyckich 2010, rozgrywany był w dniach 13 – 21 listopada 2010 w Kantonie. Areną zmagań był ośrodek sportowy Tianhe Gymnasium. Tabelę medalową wygrali gospodarze igrzysk z dorobkiem pięciu złotych medali.

## Medaliści

### Mężczyźni
| Konkurencja    | Złoto                                     | Srebro                                   | Brąz                                             |
| -------------- | ----------------------------------------- | ---------------------------------------- | ------------------------------------------------ |
| Gra pojedyncza | Lin Dan                                   | Lee Chong Wei                            | Chen Jin                                         |
| Gra pojedyncza | Lin Dan                                   | Lee Chong Wei                            | Park Sung-hwan                                   |
| Gra podwójna   | Indonezja · Markis Kido · Hendra Setiawan | Malezja · Koo Kien Keat · Tan Boon Heong | Indonezja · Mohammad Ahsan · Alvent Yulianto     |
| Gra podwójna   | Indonezja · Markis Kido · Hendra Setiawan | Malezja · Koo Kien Keat · Tan Boon Heong | Korea Południowa · Chung Jae-sung · Lee Yong-dae |
| Drużynowo      | Chiny                                     | Korea Południowa                         | Tajlandia                                        |
| Drużynowo      | Chiny                                     | Korea Południowa                         | Indonezja                                        |

### Kobiety
| Konkurencja    | Złoto                           | Srebro                        | Brąz                                           |
| -------------- | ------------------------------- | ----------------------------- | ---------------------------------------------- |
| Gra pojedyncza | Wang Shixian                    | Wang Xin                      | Yip Pui Yin                                    |
| Gra pojedyncza | Wang Shixian                    | Wang Xin                      | Eriko Hirose                                   |
| Gra podwójna   | Chiny · Tian Qing · Zhao Yunlei | Chiny · Wang Xiaoli · Yu Yang | Korea Południowa · Ha Jung-eun · Lee Kyung-won |
| Gra podwójna   | Chiny · Tian Qing · Zhao Yunlei | Chiny · Wang Xiaoli · Yu Yang | Korea Południowa · Kim Min-jung · Lee Hyo-jung |
| Drużynowo      | Chiny                           | Tajlandia                     | Korea Południowa                               |
| Drużynowo      | Chiny                           | Tajlandia                     | Indonezja                                      |

### Miksty
| Konkurencja  | Złoto                        | Srebro                | Brąz                           |
| ------------ | ---------------------------- | --------------------- | ------------------------------ |
| Gra podwójna | Shin Baek-cheol Lee Hyo-jung | Zhang Nan Zhao Yunlei | Chen Hung-ling Cheng Wen-hsing |
| Gra podwójna | Shin Baek-cheol Lee Hyo-jung | Zhang Nan Zhao Yunlei | He Hanbin Ma Jin               |

### Tabela medalowa
| Poz.    | Państwo          | Złoto | Srebro | Brąz | Łącznie |
| ------- | ---------------- | ----- | ------ | ---- | ------- |
| 1       | Chiny            | 5     | 3      | 2    | 10      |
| 2       | Korea Południowa | 1     | 1      | 5    | 7       |
| 3       | Indonezja        | 1     | 0      | 3    | 4       |
| 4       | Malezja          | 0     | 2      | 0    | 2       |
| 5       | Tajlandia        | 0     | 1      | 1    | 2       |
| 6       | Hongkong         | 0     | 0      | 1    | 1       |
| 6       | Japonia          | 0     | 0      | 1    | 1       |
| 6       | Chińskie Tajpej  | 0     | 0      | 1    | 1       |
| Łącznie | Łącznie          | 7     | 7      | 14   | 28      |